# 작은관코과일박쥐
작은관코과일박쥐 또는 줄무늬없는관코박쥐(Paranyctimene raptor)는 큰박쥐과에 속하는 박쥐의 일종이다. 인도네시아 서파푸아 주와 파푸아뉴기니에서 발견된다.